# Любихово (гмина)
Любихово (пол. Lubichowo) — сельская гмина (волость) в Польше, входит как административная единица в Старогардский повет, Поморское воеводство. Население — 5595 человек (на 2004 год).

## Демография
| Перепись                       | Всего   | Всего | Женщины | Женщины | Мужчины | Мужчины |
| ------------------------------ | ------- | ----- | ------- | ------- | ------- | ------- |
| Единицы                        | человек | %     | человек | %       | человек | %       |
| Население                      | 5595    | 100   | 2848    | 50,9    | 2747    | 49,1    |
| Плотность населения (чел./км²) | 34,7    | 34,7  | 17,7    | 17,7    | 17,1    | 17,1    |

## Соседние гмины
1. Гмина Бобово
2. Гмина Калиска
3. Гмина Осечна
4. Гмина Осек
5. Гмина Скурч
6. Гмина Старогард-Гданьски
7. Гмина Зблево